# Hypericum heterophyllum
Hypericum heterophyllum är en johannesörtsväxtart som beskrevs av Étienne Pierre Ventenat. Hypericum heterophyllum ingår i släktet johannesörter, och familjen johannesörtsväxter. Inga underarter finns listade i Catalogue of Life.